# Humberto Tomassina
Humberto Tomassina (12 de septiembre de 1898- 12 de junio de 1981) fue un futbolista uruguayo que jugaba en la posición de defensa.
Desarrolló su carrera en el Liverpool Fútbol Club, con el que ascendió a primera división en 1919.
Integró el plantel de la selección uruguaya en el Campeonato Sudamericano 1923, aunque no disputó ningún encuentro. Su debut con la celeste sería en los Juegos Olímpicos de París 1924, en el que disputó los encuentros correspondientes a las dos primeras fases del torneo, perdiendo luego la titularidad a manos de Pedro Arispe. Jugó por Uruguay otros tres encuentros, siendo el último de ellos en 1928.